# چاکراورن (قره‌تاش)
چاکراورن (به ترکی استانبولی: Çakırören) یک منطقهٔ مسکونی در ترکیه است که در قره‌تاش (شهر) واقع شده‌است.